# Eugenia cocosensis
Eugenia cocosensis är en myrtenväxtart som beskrevs av Barrie. Eugenia cocosensis ingår i släktet Eugenia och familjen myrtenväxter. Inga underarter finns listade i Catalogue of Life.